# Испанский национализм

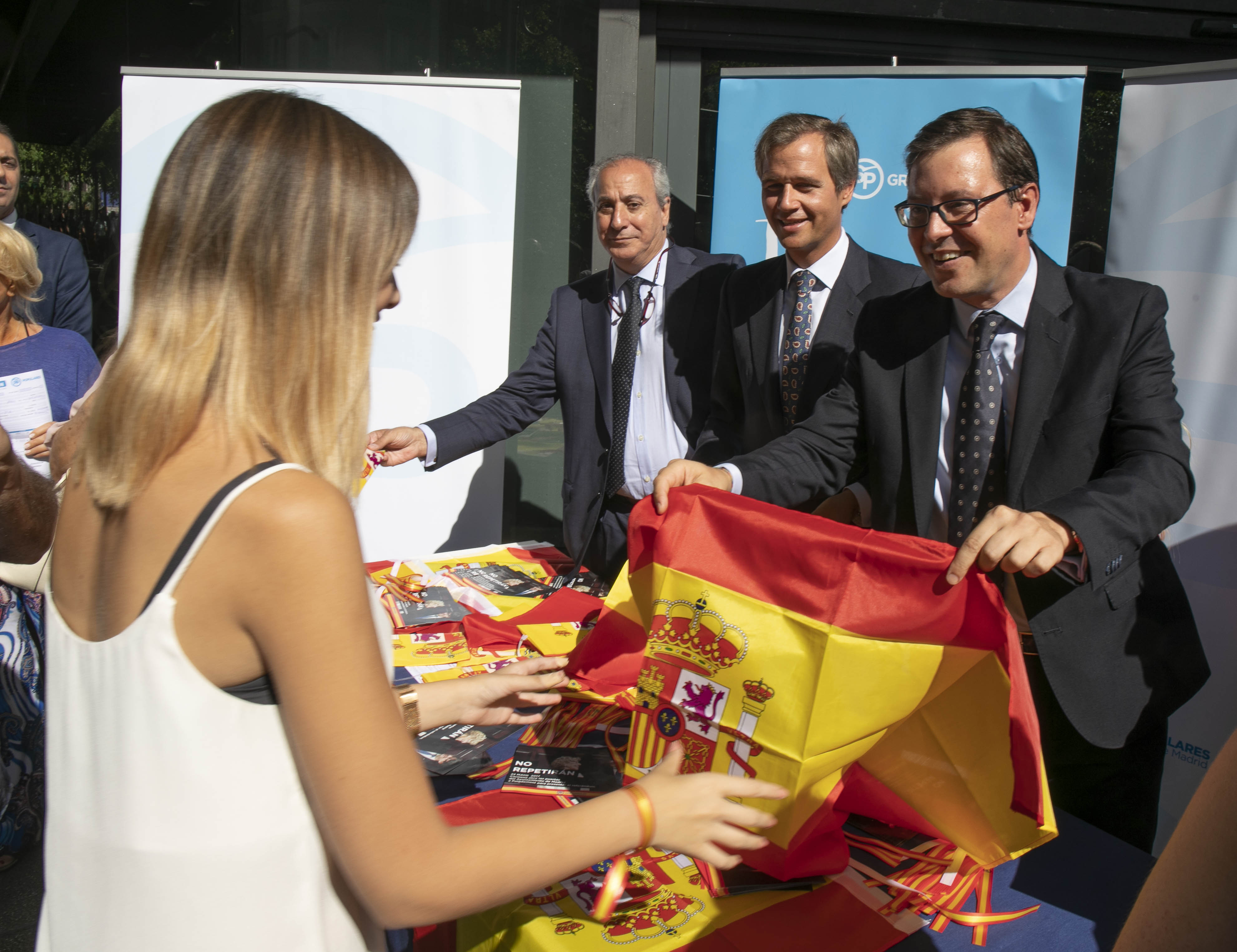
Кампания «Повесьте [испанский] флаг на свой балкон» в 2018 году.

Испанский национализм — социальное, политическое и идеологическое движение, которое, зародившись в начале XIX века, сформировало национальную идентичность Испании и испанской нации. Может рассматриваться как этнический национализм. Утверждается, что создание традиции политического сообщества испанцев как общей судьбы среди других сообществ восходит к Кадисским кортесам и борьбе за независимость Испании от наполеоновской Франции. Начиная с 1812 года, обращаясь к предыдущей истории Испании, испанский либерализм имел тенденцию считать само собой разумеющимся национальное сознание и испанскую нацию.
Испанский национализм нельзя отнести к ирредентистским: единственной территориальной претензией, идентифицированной как «национальная», был Гибралтар, с XVIII века принадлежавший Великобритании; остальные территориальные претензии исторически были колониальными или имперскими (в XIX веке в отношении Америки и в XX веке в отношении Магриба). Это не был и центростремительный национализм во имя объединения разделённой нации, но он повлиял на зарождение периферийных национализмов, которые с конца XIX века функционировали как центробежные националистические движения (стремящиеся к формирование идентичностей альтернативной испанской).
Побочным продуктом испанского националистического мышления XIX века является концепция Реконкисты, согласно которой испанская нация создана как противостоящая исламу. Сильная связь национализма с колониализмом является ещё одной особенностью национального строительства в Испании в XIX веке, причём защита рабства и колониализма на Кубе часто была в состоянии примирить напряжённость между элитами Каталонии и Мадрида.
В первой половине XX века (особенно во время диктатур Примо де Риверы и Франко) возникла новая разновидность испанского национализма с выраженным милитаристской и авторитарной позицией, а также ориентированной на «испанизацию» остальных народов Испании, которую взяли на вооружение испанские консерваторы, сочетающими принципы регенерационизма с традиционным испанским национализмом. Авторитарный национальный идеал возобновился во время франкистской диктатуры в форме национал-католицизма, который, в свою очередь, был дополнен мифом об Испанидаде. Позитивная аффирмация испанского национализма, отождествляемого с франкизмом, было лишено легитимности после смерти диктатора в 1975 году.
Ярким проявлением испанского национализма в современной испанской политике является соперничество с периферийными национализмами. Испанский националистический дискурс, после падения франкизма присутствовавший в довольно расплывчатой и реактивной форме, с 1980-х годов получил второе дыхание, часто именуясь «конституционным патриотизмом». Его предполагаемое «несуществование», которое часто игнорируется, как и в случае с другими государственными национализмами, стало обычным явлением, поддерживаемым видными деятелями общественной сферы, а также средствами массовой информации.
Основные научные дебаты, касающиеся построения современной испанской национальной идентичности, вращаются вокруг оценки эффективного действия механизмов национализации, особенно в отношении аксиомы слабой национализации XIX века, поддерживаемой, например, историком Хосе Альваресом Юнко.
По мнению историка Борха де Рикера, испанский национализм является оправданием необходимости централистского испанского государства. В этом смысле это исторический результат известных политико-идеолого-экономических интересов, в сознании некоторых групп давления, среди которых де Рикер упоминает многие элиты «испаноязычных народов».

## История

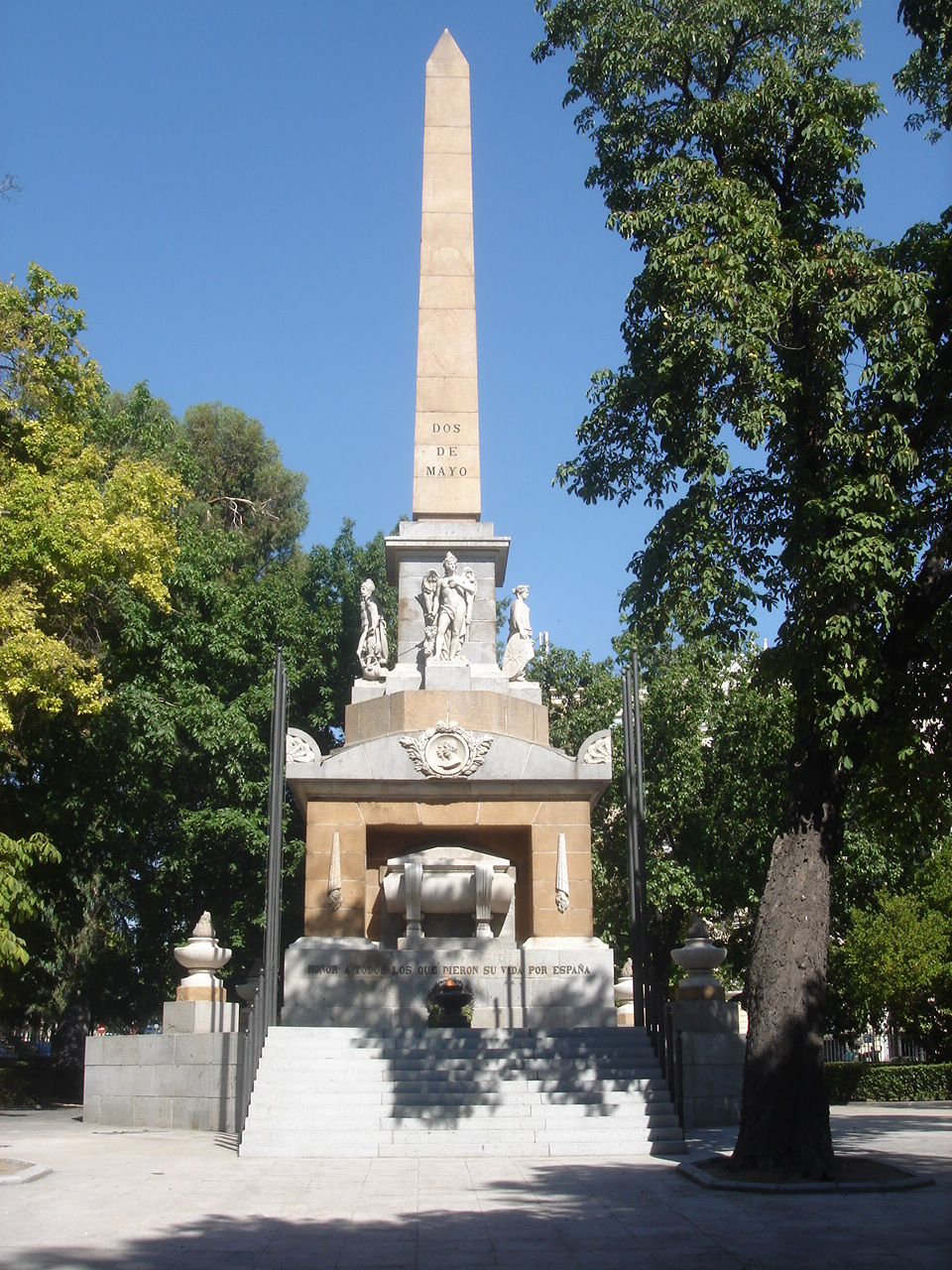
Мемориальный обелиск восстанию 2 мая 1808 года, которое хоть и было жестоко подавлено французами, дало сильный толчок сопротивлению. Эта дата традиционно считается в Испании важной вехой в начале Нового времени и широко отмечается.

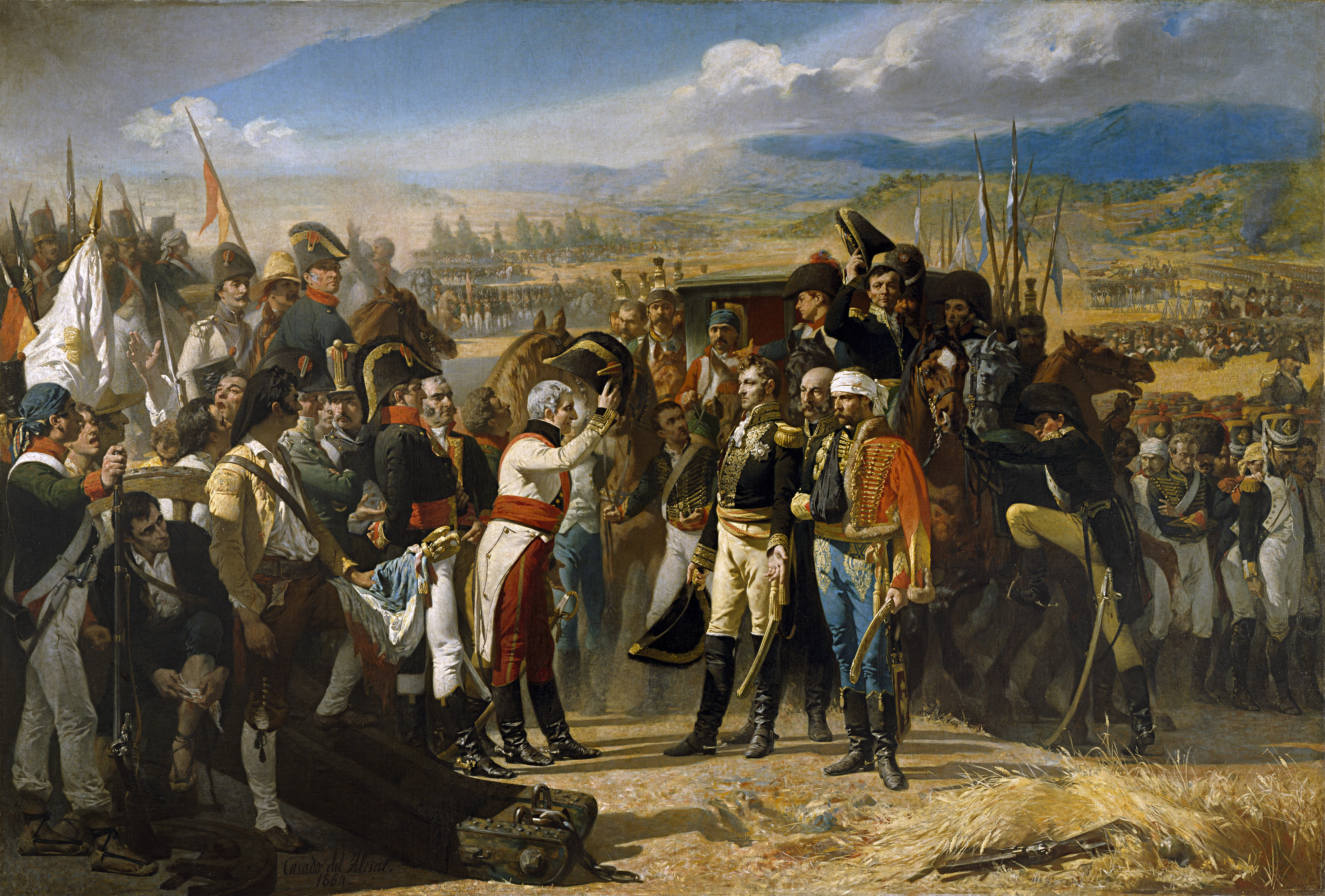
Байленская капитуляция (Хосе Касадо дель Алисаль, 1864) в июле 1808 года поколебала веру в непобедимость французов и способствовала усилению антифранцузских настроений среди испанцев.

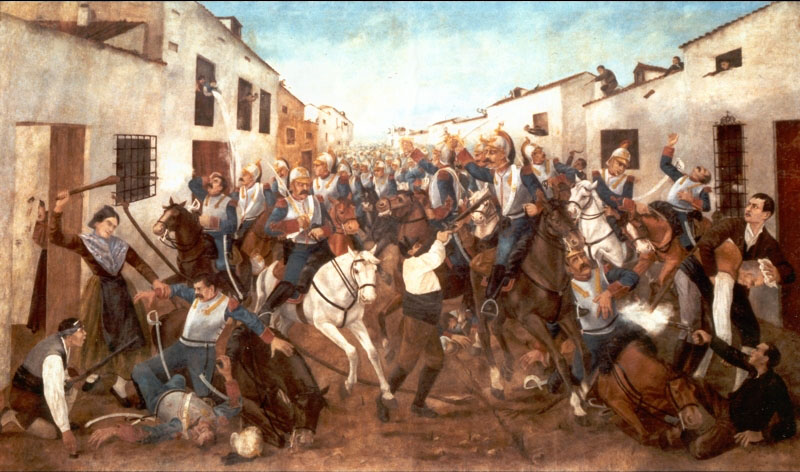
Картина Эудженио Бонелля, изображающая эпизод восстания Вальдепеньяс (1910 год).

Как и в других национальных государствах Западной Европы (Португалия, Франция, Англия), формирование авторитарной монархии с конца Средневековья привело к параллельному светскому развитию идей Государства и Нации в Испании в условиях формирования испанской монархии. Как и в каждом из других случаев, национальная идентичность и сама территориальная структура в конечном итоге дали совершенно разные продукты; но всегда, и в случае с Испанией тоже, как следствие того, как институты реагировали на экономическую и социальную динамику (иногда, несмотря на те же самые институты), и так и не предстало, наконец, в своем современном аспекте, пока не закончился старый режим. Наиболее четким идентификационным фактором на протяжении всего этого периода был этнорелигиозный фактор, выраженный в условии принадлежности к старохристианству. В конце периода (XVIII век) фактор лингвистической идентификации вокруг испанского (кастильского) языка был усилен с появлением новых учреждений, таких как Королевская испанская академия.
Исторически испанский национализм возник в первые десятилетия XIX века вместе с либерализмом во время Пиренейских войн против оккупации наполеоновской Францией. По словам Хосе Альвареса Юнко, испанское националистическое предприятие было делом либералов, которые превратили свою победу «в лихорадочную идентичность патриотизма и защиты свободы».
Карлизм, который был защитным движением старого режима, не относился с каким-либо уважением к прилагательному «национальный» (национальный суверенитет, национальное ополчение или национальная собственность) и считал его термином, используемым только либералами (которые постепенно всё больше и склонялись к прогрессизму). Вплоть до 1860-х годов сами карлисты имели тенденцию называть себя «католиками», а не «испанцами».
Только после испано-марокканской войны 1859–1860 годов (которая сопровождалась невиданным до тех пор патриотическим пылом во всём политическом спектре) до сих пор довольно незаинтересованные католические консервативные силы осознали возможности, предлагаемые испанским национализмом. Во второй половине столетия ряд консервативных историков (в первую очередь Менендес-и-Пелайо, чья фигура в конечном итоге стала путеводной звездой национал-католицизма) выдвинули новый канон истории Испании, основанный на их идее «католического единства», рассматривая его как принцип испанской национальности и монархии. Националистическая конструкция Менендеса-и-Пелайо и его единомышленников была чётко определена в своей католической матрице (католицизм в конечном итоге стал краеугольным камнем реакционного правого крыла в XX веке), но при этом более нюансирована в других отношениях, объясняя как стойкое неприятие альтернативных национализмов и сепаратизмов, так и признание внутреннего плюрализма.
Историк и видный политик времён Реставрации Антонио Кановас дель Кастильо в своей книге Estudios del reinado de Felipe IV, опубликованной в 1888 году, воспроизвёл некоторые из самых известных параграфов Мемориала графа-герцога Оливареса и считал, что Мемориал следует прочитать как манифест, в котором были заложены основы проекта испанского национального государства, разработанного Оливаресом.
Поскольку потеря Кубы интерпретировалась как первая трещина в единстве нации (кубинская война рассматривалась многими в стране как гражданская война, а не как иностранный конфликт), испанским националистам того времени пришлось смириться с потеря острова в то время, когда владение колониями рассматривалось как признак жизнеспособности нации.
Так называемое «Поколение 98 года», появившееся после катастрофы 1898 года, повлекло за собой ответную реакцию со стороны элитной интеллектуальной среды, стремившейся к развитию нового испанского национализма. Хотя эта реакция изначально не была отождествлена как таковая с правыми, (некоторые представители литературного национализма 1898 года в начале были близки к социалистам или анархистам) многие из наиболее видных «новентайохистов» поддерживали идеи, совместимые с консерватизмом, и некоторые из них в конечном итоге развились в сторону нелиберальных форм консерватизма, а часть позже оказали существенное интеллектуальное влияние на формирование позднего фашистского ультранационализма. Ещё не фашистская и не протофашистская, так называемая «Группа трёх»: Асорин, Пио Бароха и Рамиро де Маэсту заложила семена из которых со временем вырос фалангизм.

### XX век

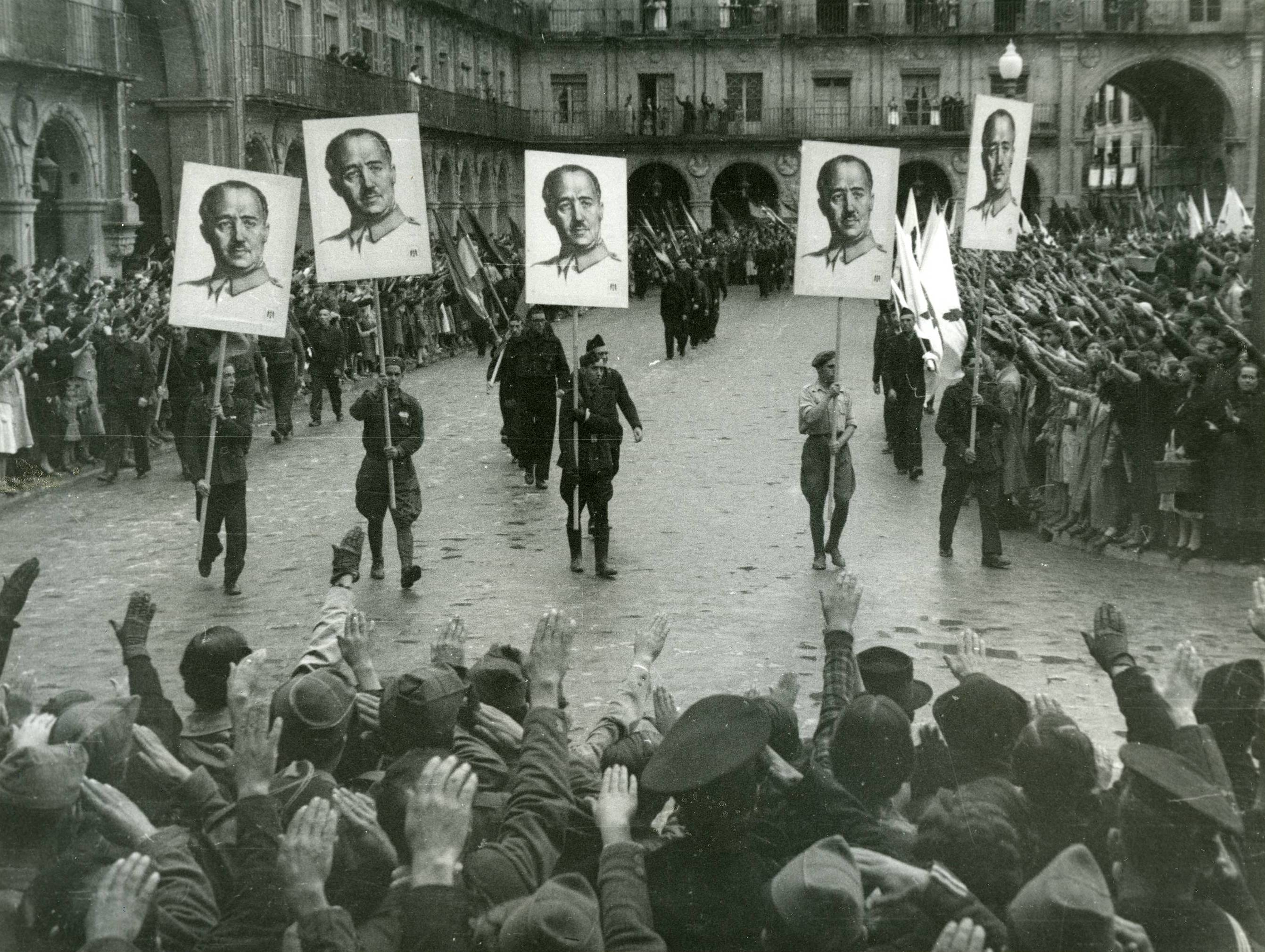
Демонстрация франкистов в Саламанке в 1937 году.

По мнению Исмаэля Саза, в рамках регенерационизма, разновидности национализма, в XX веке в Испании должны были сформироваться две основные антилиберальные националистические политические культуры: реакционная националистическая (национал-католицизм) и фашистская, которые доминировали во время франкистской диктатуры.
Испанский либеральный философ и эссеист Хосе Ортега-и-Гассет определил Испанию как «захватывающий проект совместной жизни» (исп. proyecto sugestivo de vida en común). Между тем, фалангистский лидер Хосе Антонио Примо де Ривера предпочитал определение «единство судьбы в универсальном» (исп. unidad del destino en lo universal) и защищал возврат к традиционным и духовным ценностям имперской Испании. Идея империи делало его национализм универсалистским, а не локальным, особенным среди других форм национализма, и, одновременно, более близким к другим, таким как итальянский фашизм.

#### Гражданская война в Испании
Называя себя «национальным лагерем» (исп. bando nacional), повстанцы-антиреспубликанцы одновременно декларировали свои намерения и совершали пропагандистский манёвр, обозначая «антинациональным лагерем» как противостоящих им «республиканцев», так и вообще всех, кого они считали врагами. Это пропагандистская акция оказалась успешной. Помимо того, что франкисты идентифицировали «республиканский лагерь» как красный и антииспанский, они к антииспанским силам также причисляли Советский Союз и евреев. В случае с СССР это продолжало делаться вплоть до ликвидации франкистского режима с превращёнными в клише темами о том, что в Испанской революции 1931—1939 годов виноваты Россия и «золото Москвы». В случае с евреями после падения Оси кампания по их демонизации резко уменьшилась.

#### После 1978 года

Красно-жёлтый флаг в тех или иных вариантах был символом Испании в периоды монархии, а также использовался Первой Республикой и франкистской Испанией. Одновременно это был общий символ испанского национализма.

Переход Испании к демократии, произошедший после смерти Франко, привёл помимо прочего к резкому изменению использования испанских национальных символов. Историк Морено Лусон пишет, что версии государственного национализма были сгруппированы в две семьи: либерально-республикано-демократическую и консервативно-католические-авторитарную. Диктатура Франко присвоила себе символы и мифы испанизма, что привело к тому, что его враги стали отвергать любое превознесение испанской идентичности.
Испанский национализм часто называют «эспаньолизм» (исп. españolismo), эквивалентом централизма. Обычно оно имеет спорную политическую цель, но его можно отождествить с консервативной ностальгией по режиму Франко или с политикой испанизации, которая в крайних случаях (особенно ЭТА в Стране Басков и Наварре) используется в качестве оправдания терроризма, объявляемого вооружённой борьбой за национальное освобождение. Напротив, ни одна из основных политических партий, затронутых таким обозначением испанистов или «испанских националистов», не идентифицирует себя как таковая.

### XXI век
Демократия укрепила очевидный асимметричный режим своего рода двуязычия, в рамках которого центральные власти сформировали систему законов, отдававших предпочтение испанскому языку перед языками других испанских народов, таких как каталанский, который постепенно слабеет из-за родственных связей двух языков и, следовательно, в отсутствие других государств, где на нём говорят, обречён на исчезновение в среднесрочной или краткосрочной перспективе. Точно так же его использование в Конгрессе депутатов предотвращается и не позволяет ему получить официальный статус в Европе, в отличие от менее распространённых языков, таких как гэльский. В других институциональных областях, таких как правосудие,  неправительственная организация Plataforma per la Llengua также выявила каталанофобию. Ассоциация Soberania i Justícia также осудила это в акте в Европейском парламенте. Каталанофобия также принимает форму лингвистического сепаратизма, первоначально пропагандируемого испанскими крайне правыми и который в конечном итоге был принят самим испанским правительством и государственными органами.
К этому добавляется дефицит инвестиций в инфраструктуру и политические действия по перемещению бизнеса каталонских компаний, инициированные режимом Франко, продолжавшиеся во времена демократии и ускорившиеся во время обострения ситуации с каталонским суверенитетом. Кроме того, после сорванного в 2017 году референдума о независимости Каталонии усилились стигматизированные до сих пор публичные проявления испанского национализма (например, вывешивание флагов на зданиях).

## Расизм в испанском национализме Франко

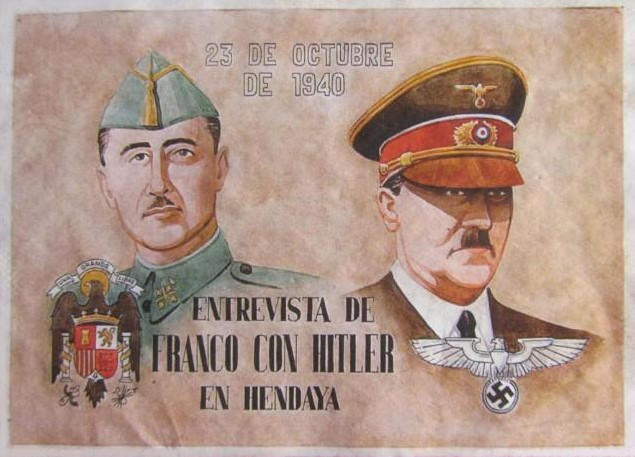
Плакат, информирующий о встрече Франко с Гитлером в Андае.

И до, и после гражданской войны испанский национализм был сильно пропитан расизмом. Основатель Испанской фаланги Хосе Антонио Примо де Ривера написал в 1936 году эссе «Germanos contra bereberes» с явным расовым подтекстом. Речи и статьи многих испанских националистов были полны намёков на «испанскую расу». В некоторых работах утверждалось, что война служит очищению от нечистот внутри испанской расы. Некоторые франкистские интеллектуалы предлагали расовый отбор, например Антонио Вальехо-Нахера:
…раса получила паразитические еврейские и арабские элементы, которые продолжали прилепать к ней, несмотря на изгнание евреев и мавров. Сегодня, как и во время Реконкисты, мы, испанцы-римляне-готы, сражаемся против евреев-морисков. Чистый расовый ствол против поддельного.
Как и в случае с нацистской Германией, евреи были главным врагом, расой, подлежавшей уничтожению. Ввиду практически полного отсутствия евреев, за исключением общины в Каталонии, которая состояла из сефардов, вернувшихся после Первой мировой войны, франкистский режим абстрактно перенаправил насилие на тех испанцев, которые считались «семитскими останками». Другой целью франкистского режима была часть испанского населения, которая была объявлена «остатками мавританской расы», их называли кабилами. Следующими в списке врагов были масоны, слуги евреев в их планах господства над миром.
Испанская расовая модель была кастильской, мифологизированной имперским прошлым, состоящим из конкистадоров и богатств, полученных в результате завоеваний. Расисты из числа испанских националистов стремились очистить нацию от людей, имевших по их мнению семитские и берберские расовые следы, а также от коммунизма и каталонизма. Каталонцев, по мнению испанско-кастильских националистов отличались от кастильцев тем, как они зарабатывали деньги – через промышленность, торговлю и банковское дело, а не через завоевания и сельское хозяйство – и их можно было узнать по антипатриотизму: они отказывались принять кастильскую принадлежность, хотели самоуправления и продолжали говорить по-каталански.
Отсюда возникли предложения по очищению испанской нации. Об этом, в частности, писал Фелипе Апарисио Сарабия:
Война в Испании поставила на повестку дня неотложную проблему очищения… Испанское население будущего должно находиться под жёстким контролем. И для этого мы должны начать с очищения, то есть предварительного отбора, который определяет жителей… не только внутри Испании, но и за её пределами… Нежелательные, злые будут противостоять им.
Антонио Вальехо-Нагера считал, что войну следует вести в обстановке, позволяющей сделать выбор, не пренебрегая христианскими мандатами:
В расовой политике можно следовать двум критериям: генетике и бихевиористике. Генетики выступают за выбор биотопов хорошего качества и устранение биологически неполноценных… Бихевиористы действуют путем изменения условий окружающей среды, влияющих на биотип, чтобы добиться его постепенного улучшения на протяжении поколений. Регенерация породы ради отбора лучших имеет аналог устранения — невозможного и антихристианского — ухудшенных генотипов… Вырождение испанской расы — в отношении утраты или дряхлости этических расовых ценностей, специфических и приобретение моральных недостатков, заложенных в генотипе, происходит из пагубной духовной среды…. В разгар войны зародыши расового возрождения расцвели с необычайной силой…. Наковальня войны — подходящий инструмент для ковки избранных группы, поскольку исключает из рядов бойцов лиц с плохим характером духа и незначительными биологическими качествами. У войны есть тот недостаток, что многие из лучших погибают, потому что именно они рискуют больше всего. Выжившие герои станут регенераторами расы. От трусов нельзя ожидать иного потомства, кроме шатких телом и духом. Герою фронта должно быть предоставлено… качество отбора по его физической силе и его моральной стойкости… Отбор лучших на фронте; затем укрепляйтесь в тылу, чтобы они вернулись в бой с ответственностью командования… Военные академии являются идеальным способом обучения евгенической аристократии, которую мы защищаем в нашей «Программе расовой гигиены».
Спустя годы после войны об очищении испанский психиатр Хуан Хосе Лопес Ибора писал: 
Он почувствовал… Испанию, разбитую в самой основе своей истории, и… положительные и отрицательные силы столкнулись на её поверхности, в более чистом виде. Таким образом, испанец в этом ужасном очищении войны смог очистить себя как народ и как судьбу, и после тёмной ночи жизни без глубины, посвящённой удовлетворению своих повседневных потребностей, он почувствовал внезапное просветление собственной сущности.
Испанский аристократ и офицер Гонсало де Агилера Мунро, пресс-атташе генералов Франсиско Франко и Эмилио Мола, писал:
Мы должны убивать, убивать, понимаешь? Они как животные, понимаешь? И не надо ждать, пока они избавятся от вируса большевизма. Ведь крысы и вши являются переносчиками чумы. Теперь я надеюсь, вы понимаете, что мы подразумеваем под возрождением Испании…. Наша программа состоит… в истреблении трети мужского населения Испании.
Чистка коснулась десятков тысяч людей по всей Испании, но особое внимание уделялось периферийным территориям, в которых были сильны автономистские и сепаратистские настроения: Галисия, Страна Басков, Андалусия и Эстремадура, особенно в каталонских землях, где репрессии продолжались в течение долгого времени, пока не превратились в государственную политику.